# Teofil (Roman)
Teofil, imię świeckie Petru Roman (ur. 13 maja 1971 w Desești) – duchowny Rumuńskiego Kościoła Prawosławnego, od 2018 biskup pomocniczy eparchii Hiszpanii i Portugalii.

## Życiorys
W 1992 złożył śluby zakonne oraz został wyświęcony na hierodiakona i hieromnicha. Chirotonię biskupią otrzymał 15 kwietnia 2018.